# Оцеола (окръг, Флорида)
Вижте пояснителната страница за други значения на Оцеола.
Окръг Оцеола (на английски: Osceola County) е окръг в щата Флорида, Съединени американски щати. Площта му е 3901 km², а населението - 172 493 души (2000). Административен център е град Кисими.